# أراتا كوياما
أراتا كوياما (باليابانية: 小山新) هو لاعب كرة قدم ياباني، ولد في 14 يونيو 1998 في محافظة آوموري في اليابان.

## وصلات خارجية
- أراتا كوياما على موقع رابطة كرة القدم اليابانية للمحترفين (اليابانية)
- أراتا كوياما على موقع Soccerway.com (الإنجليزية)